# Salmo 59
Il salmo 59 (58 secondo la numerazione greca) costituisce il cinquantanovesimo capitolo del Libro dei salmi.